# Ngoulemakong (Nguelebok)
Pour les articles homonymes, voir Ngoulemakong (homonymie).
Ngoulemakong (ou Ngoulemekong) est un village du Cameroun situé dans le département de la Kadey et la région de l'Est. Il fait partie de la commune de Nguelebok, du canton Kaka Mbondjo.

## Population
En 1966, le village comptait 160 habitants, principalement des Kaka.
Ene 2012, on y a dénombré 250 personnes.

## Infrastructures
Ngoulemakong dispose notamment d'une forêt communautaire, d'une école publique, d'un puits, d'un relais de santé communautaire, d'une école parentale.